# Heckler & Koch P2000
Heckler & Koch P2000 je njemački poluautomatski pištolj koji je ušao u serijsku proizvodnju 2001. godine. Namijenjen je policiji i civilnom tržištu. Temeljen je na tehnologiji USP Compact pištolja. P2000 je projektiran s velikom pažnjom posvećenom lakoći pucanja (smanjeni trzaj) i udobnosti rukovanja. Radi što manje težine i lakše i jeftinije proizvodnje, korišteni su materijali od polimera. Ima modularan dizajn, pa se prema potrebi korisnika, može opremiti laserskim ciljnikom i sličnom opremom. P2000 je standardni pištolj nekoliko njemačkih policijskih snaga. P2000 SK je manja inačica od standardne P2000.

## Vanjske poveznice
- Službena stranica tvrtke  Arhivirana inačica izvorne stranice od 5. siječnja 2010. (Wayback Machine)
- Priručnik za uporabu  Arhivirana inačica izvorne stranice od 5. listopada 2007. (Wayback Machine)